# Joacim
Joaquim (conocido también como Joacín o Joacim) fue un rey de Judá que gobernó entre 608 y 598 a. C.
Fue hermano y sucesor de Joacaz, y su nombre original era Eliaquim o Eliaquín. Cuando el faraón Necao II invadió Judá, y depuso a su antecesor, le instaló a él en el trono como vasallo. Sin embargo, en 605 a. C., Necao II fue derrotado por Nabucodonosor II de Babilonia en Carquemis, por lo que Babilonia se convirtió en la potencia dominante de la zona. 
Tras acabar su campaña contra Egipto, Nabucodonosor II sitió Jerusalén, haciendo que Joacim se declarara vasallo y le pagara tributo con recursos de la tesorería, artefactos del Templo y la entrega de algunos miembros de la familia real y la nobleza como rehenes. La Crónica de los primeros años de Nabucodonosor también recoge que el monarca babilonio realizó campañas por las regiones de Aram y Canaán en ese tiempo, recibiendo tributo de todos los reyes derrotados.
Cuando el fracaso de la invasión babilonia de Egipto debilitó su control de la región, Joacim no pudo resistir la tentación de ceder a las propuestas de rebelión de sus vecinos fenicios y filisteos. Entonces Nabucodonosor II incitó a bandas de arameos, amonitas y moabitas a realizar incursiones contra Judá, y él mismo empezó un asedio en Jerusalén con la intención de llevarse prisionero a Joacim a Babilonia. Pero esto no pudo realizarse porque el rey murió antes de que el asedio terminara, probablemente asesinado por los partidarios de la sumisión a Babilonia, y, según Josefo, su cuerpo fue arrojado fuera de las murallas de la ciudad.

## Sucesión
| Predecesor: Joacaz | Rey de Judá 608 a. C. - 598 a. C. | Sucesor: Joaquín |